# Hermann Kallenbach

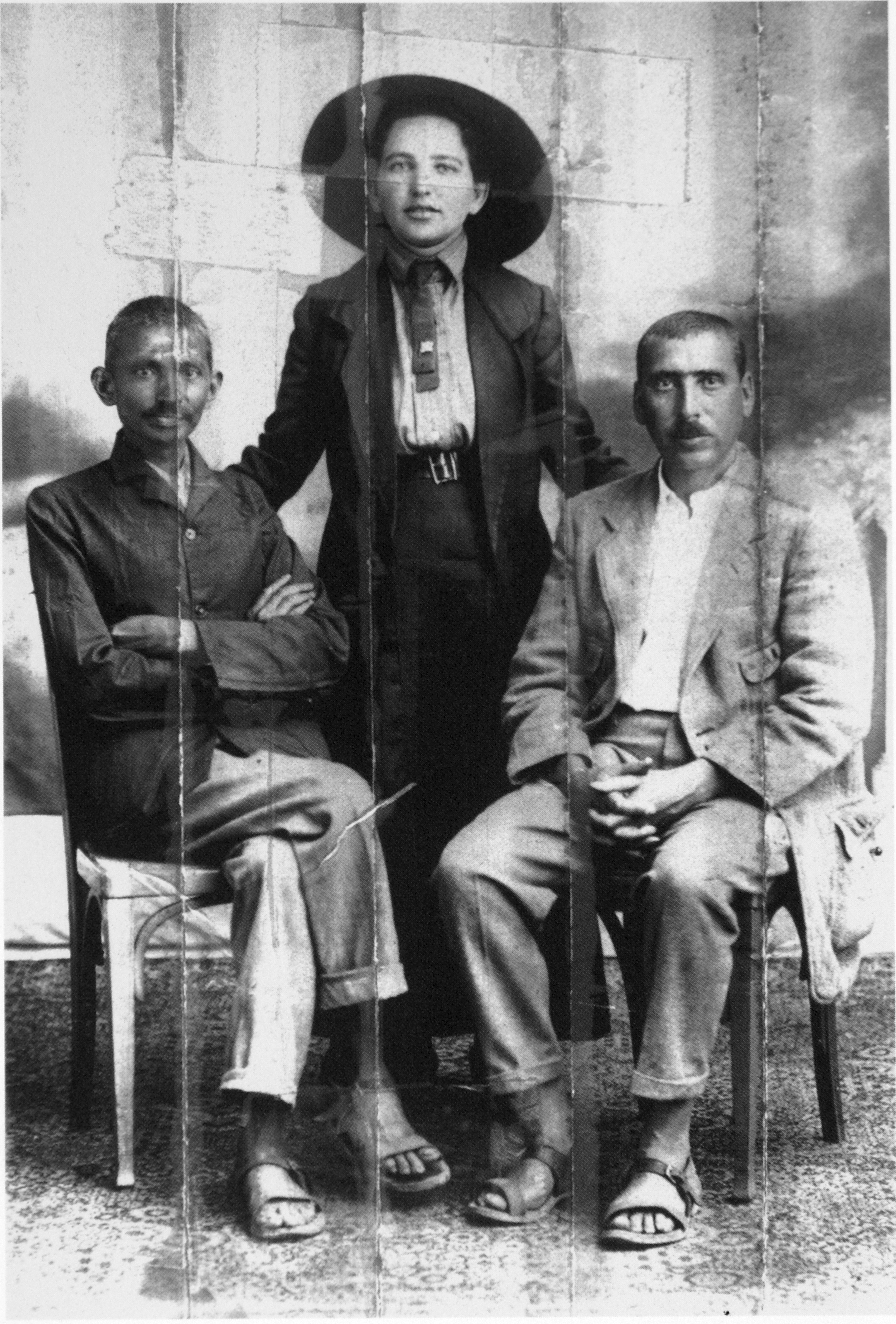
Gandhi, Sonja Schlesin, Hermann Kallenbach, 1913

Hermann Kallenbach (* 1. März 1871 in Žemaičių Naumiestis (deutsch: Neustadt) im damals zu Russland gehörigen Litauen; † 25. März 1945 in Südafrika) war ein südafrikanischer Architekt und Weggefährte von Mahatma Gandhi.

## Leben
Kallenbach war das drittälteste von sieben Kindern des früheren Hebräischlehrers Kalman Leib Kallenbach und dessen Frau Rachel. Von 1894 bis 1895 absolvierte er seinen Militärdienst. Nach dem Abschluss einer Zimmermannslehre und dem Studium der Bautechnik und Architektur in Strelitz, Stuttgart und München wanderte er 1898 nach Südafrika aus. Er praktizierte als Architekt in Durban und später als Seniorpartner in der Firma Kallenbach & Reynolds in Johannesburg.
In Südafrika begegnete Kallenbach 1904 einem der späteren Führer der indischen Unabhängigkeitsbewegung, Mahatma Gandhi, den er sehr bewunderte, und beide freundeten sich an. Zusammen gründeten sie 1910 die Tolstoi-Farm nahe Johannesburg, wo sie zusammen mit anderen Menschen ihr Ideal eines luxuslosen und gleichberechtigten Lebens verwirklichten. Kallenbach unterstützte Gandhi beim friedlichen Widerstand (Satyagraha) gegen die Kolonialherrschaft. Da er weiß war, konnte die südafrikanische Regierung ihn im Gegensatz zu Gandhi nicht für das Publizieren von Gandhis Zeitung Indian Opinion einsperren.

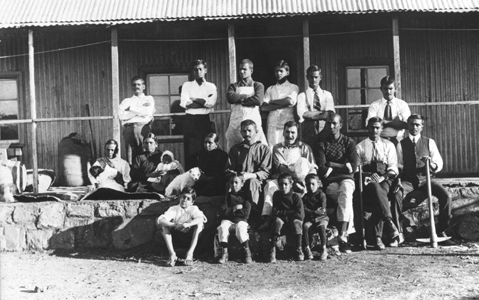
Kallenbach (sitzend, 4 v.r.) und Mitglieder der Tolstoi-Farm, 1910

1914 wurde Kallenbach während einer Reise in England interniert und dadurch von Gandhi getrennt, blieb nach seiner Freilassung jedoch mit ihm über Briefe in Verbindung. Nach seiner Rückkehr nach Südafrika arbeitete er dort wieder als Architekt. Kallenbach, Sohn jüdischer Eltern, unterstützte wegen der Judenverfolgung unter den Nationalsozialisten die zionistische Bewegung, allerdings mit dem Ziel, dass im heutigen Israel eine Gemeinschaft ohne Staat, Armee und Industrie entstehen sollte. Er wollte dadurch nach dem Vorbild Aharon David Gordons bei zionistischen Siedlungen Kolonialismus und Imperialismus vermeiden. Gandhi zeigte für die Ideen Kallenbachs bei einem Treffen 1937 Verständnis, wandte sich aber öffentlich gegen den Plan einer jüdischen Besiedlung Palästinas durch Waffengewalt, da dort auch Araber lebten. Beide versuchten daraufhin gemeinsam die Muslime in Indien auf die Seite einer Gesprächslösung zwischen arabischen und jüdischen Ansprüchen in Palästina zu bringen.
Kallenbach starb am 25. März 1945 an Herzversagen, seine Urne liegt im Kibbuz Degania in Israel. Seine umfangreiche Bibliothek wurde 1955 an die Universität von Jerusalem gesandt und wird dort seitdem aufbewahrt.